# Reflexer (roman)
Reflexer är en roman av Amanda Kerfstedt. Den utgavs 1901 och är troligen den första svenska romanen med en huvudperson som är transvestit. Verket återutgavs 2010 av Rosenlarv förlag.

## Handling
Reflexer handlar om Walter, häradshövding, familjefar och en på alla sätt utmärkt man. Genom hela romanen vet man dock att han bär på en hemlighet, som antyds men inte avslöjas förrän i slutet. Varje dag klockan ett låser han in sig i ett särskilt rum, och där klär han ut sig till kvinna. Hemligheten avslöjas av hans hustru Ragna, som fördömer honom och även skiljer sig från honom. Walter står dock på sig, och hävdar att han ändå är en bättre människa än många andra män, som inte alls döms lika hårt av samhället.
Kring det unika ämnet finns också en konventionell roman, med huvudmotiven kärlek och moral.
I företalet till romanen skriver Kerfstedt att den utgår från en verklig händelse, som "omtalades för mig av en person som stod berättelsens hjälte mycket nära".

## Karaktärer
- Walter Lagerstam, romanens protagonist. En häradshövding som i hemlighet är transvestit. Han förlorade i unga år sin tvillingsyster, Eleonore, varpå han sedan dess känt ett stort behov av att bli kvinna. En timme om dagen, klockan 13.00, låser han in sig i ett rum och agerar ut sina kvinnliga lustar. Gift med Ragna.
- Eleonore, Walters tvillingsyster. Drunknar i älven när hon försökt balansera på ett broräcke.
- Ragna Lagerstam, Walters hustru. Skiljer sig från honom när det uppdagas att han är transvestit.
- Hammer, brukspatron. Gift med den unga Emma.
- Emma, Hammers hustru.
- Fanny, Walters andra hustru sedan han skiljt sig från Ragna.
- Lennart, Walters och Ragnas son. Kallas även för "Len".

## Mottagande
Vissa samtida kritiker uppfattade Reflexer som moraliskt upprörande, medan andra tyckte att det var en helt vanlig, trevlig familjeroman. Eftersom romanen kom ut redan 1901, innan begreppet "transvestit" ens fanns, så var det inte helt lätt för den samtida kritiken att placera romanen. Man talade om det "egendomliga" ämnet men hade inga begrepp för vad den handlade om.
När romanen återutgavs 2010 fick den ett blandat mottagande.

## Utgåvor
Reflexer har getts ut tre gånger. De två första gångerna var 1901 på Hugo Gebers förlag respektive Idun förlag. Efter dessa utgåvor skulle det dröja över hundra år tills boken gavs ut igen, denna gången på Rosenlarv Förlag (2010).
Moa Holmqvist, förläggare på Rosenlarv förlag, säger att huvudanledningen till att förlaget valde att återutge romanen var det faktum att densamma utgör det första exemplet på ett verk vars protagonist är en transvestit, vilket gör den unik i sitt slag. Holmqvist säger vidare att återutgivningen av Reflexer är en del i förlagets arbete att ändra den befintliga litteraturhistorien. Hon menar att förlaget genom att ge ut verket bidrar till att synliggöra translitteraturhistorien.